# Åke Gartz
Åke Henrik Gartz (né le 9 juin 1888 à Helsinki et mort le 29 novembre 1974 à Karis) est un politicien et un homme d'affaires finlandais,.

## Biographie
Åke Gartz obtient un baccalauréat en philosophie en 1909 et un baccalauréat en droit en 1914. 
Il reçoit le titre de juge suppléant en 1917.  
Åke Gartz est membre du conseil d'administration de GA Serlachius Oy de 1921 jusqu'en 1931, date à laquelle il est devenu directeur adjoint de A. Ahlström Oy. 
Il est membre du conseil d'administration de la Confédération des employeurs finlandais à partir de 1937, président de 1937 à 1941 et vice-président de 1942 à 1945.  
Åke Gartz a été ministre du Commerce et de l'Industrie des gouvernements Paasikivi II et Paasikivi III de 1944 à 1946.
Par la suite, il est ministre des Affaires étrangères des gouvernements Kekkonen I et Kekkonen I de 1950 à 1951.
Il est aussi vice-ministre des Affaires étrangères de 1945 à 1946.  
Åke Gartz est un ministre sans étiquette, mais il est considéré comme proche du Parti populaire suédois.
Après sa carrière ministérielle, Åke Gartz est envoyé diplomatique à Berne de 1951 à 1953 puis à Bucarest et Moscou de 1953 à 1955 (de 1954 à 1955 en qualité d'ambassadeur).